# Paź królowej

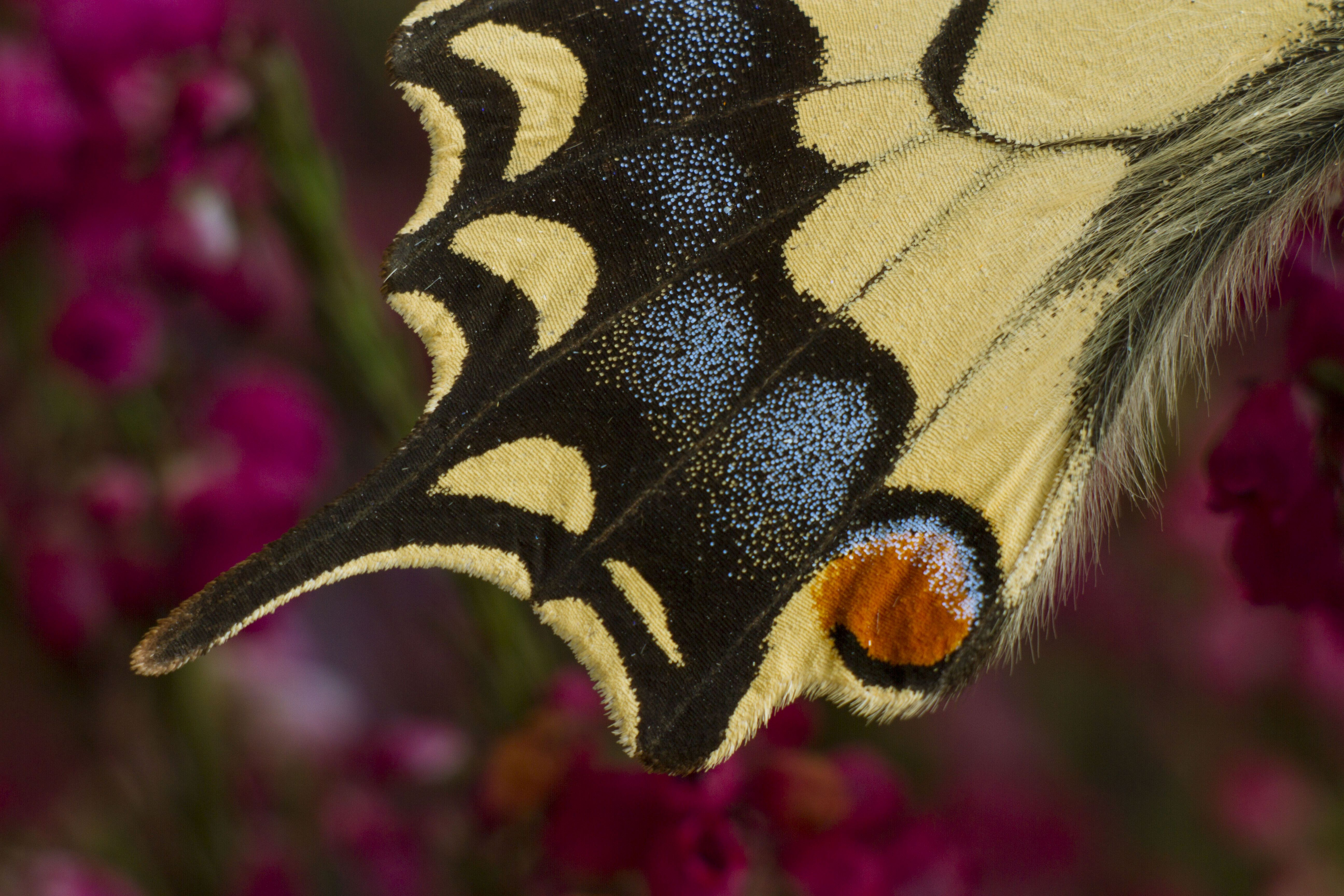
Skrzydło, paź królowej

Paź królowej (Papilio machaon) – gatunek motyla dziennego z rodziny paziowatych (Papilionidae). Ma żółte ubarwienie skrzydeł z czarnymi i niebieskimi wzorami. Zamieszkuje całą Europę, Azję i północną Afrykę.
Występują następujące podgatunki pazia królowej:
- Papilio machaon aliaska (Scudder, 1869)[2];
- Papilio machaon bairdii (W. H. Edwards, 1866)[2];
- Papilio machaon dodi (McDunnough, 1939)[2];
- Papilio machaon hudsonianus (A. Clark, 1932)[2];
- Papilio machaon oregonia (W. H. Edwards, 1876)[2];
- Papilio machaon pikei (Sperling, 1987)[2].

Łacińska nazwa rodzajowa oznacza „motyl” i pochodzi być może od francuskiego papilion (pol. motyl) lub od wyspy Pafos, a łaciński epitet gatunkowy pochodzi od postaci z mitologii greckiej – Machaona.

## Wygląd
Ciało smukłe, mała głowa. Czułki są zakończone niewielkim zgrubieniem – (buławką). Na przednich nogach posiada długie włoski, skrzydła są opatrzone ogonkami. Długość skrzydła samców to ok. 3,4 cm. Skrzydła są żółte, z czarnymi i niebieskimi wzorami, dwiema czerwonymi kropkami przy końcu wewnętrznej ich krawędzi. Ich rozpiętość to 60–80 mm. Motyle pokolenia wiosennego są jasnożółte, pokolenia późnoletniego - większe i ciemniejsze. Dymorfizm płciowy niewyraźny. Jajeczka są kuliste, składane pojedynczo rozwijają się 8-10 dni.

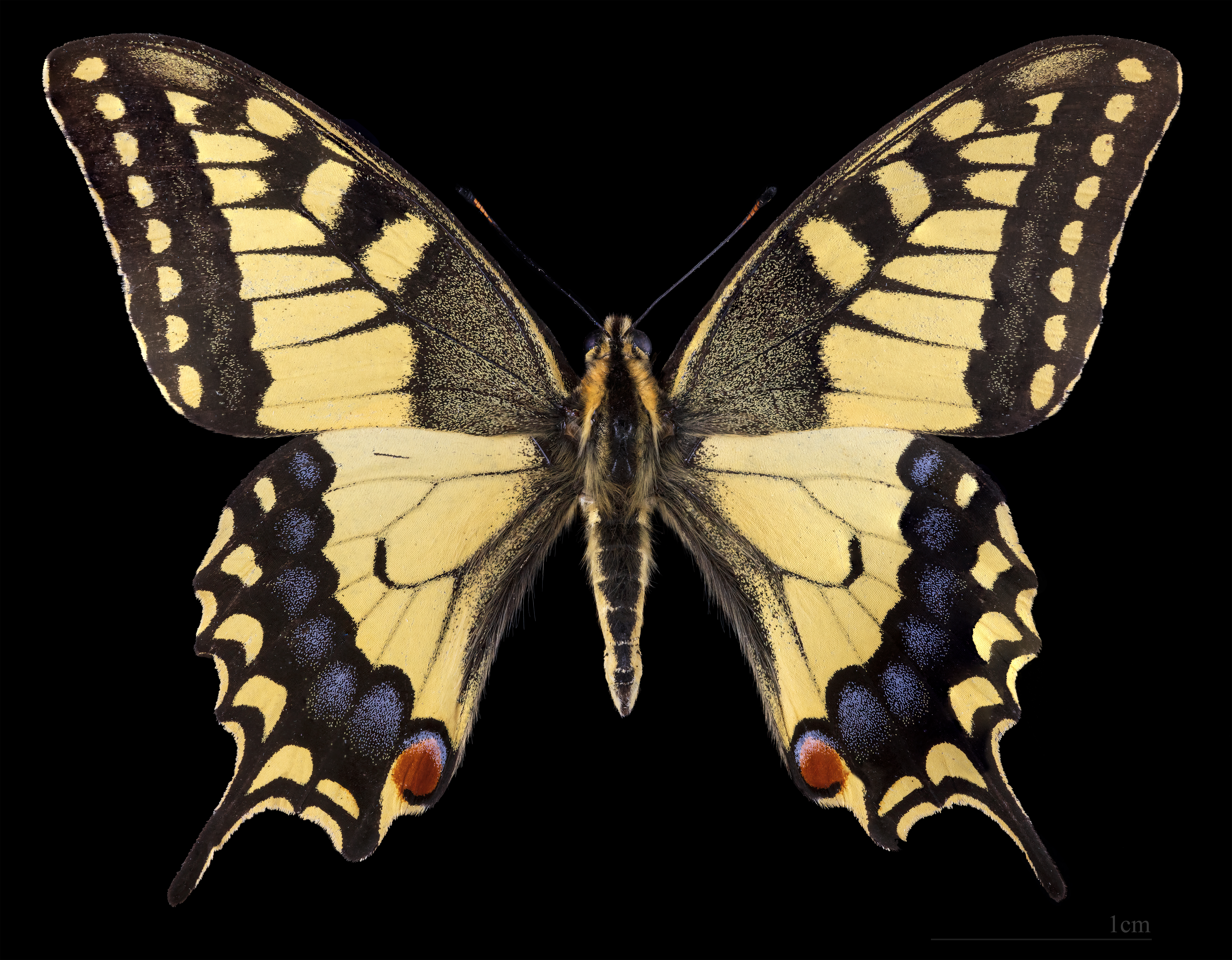
♂
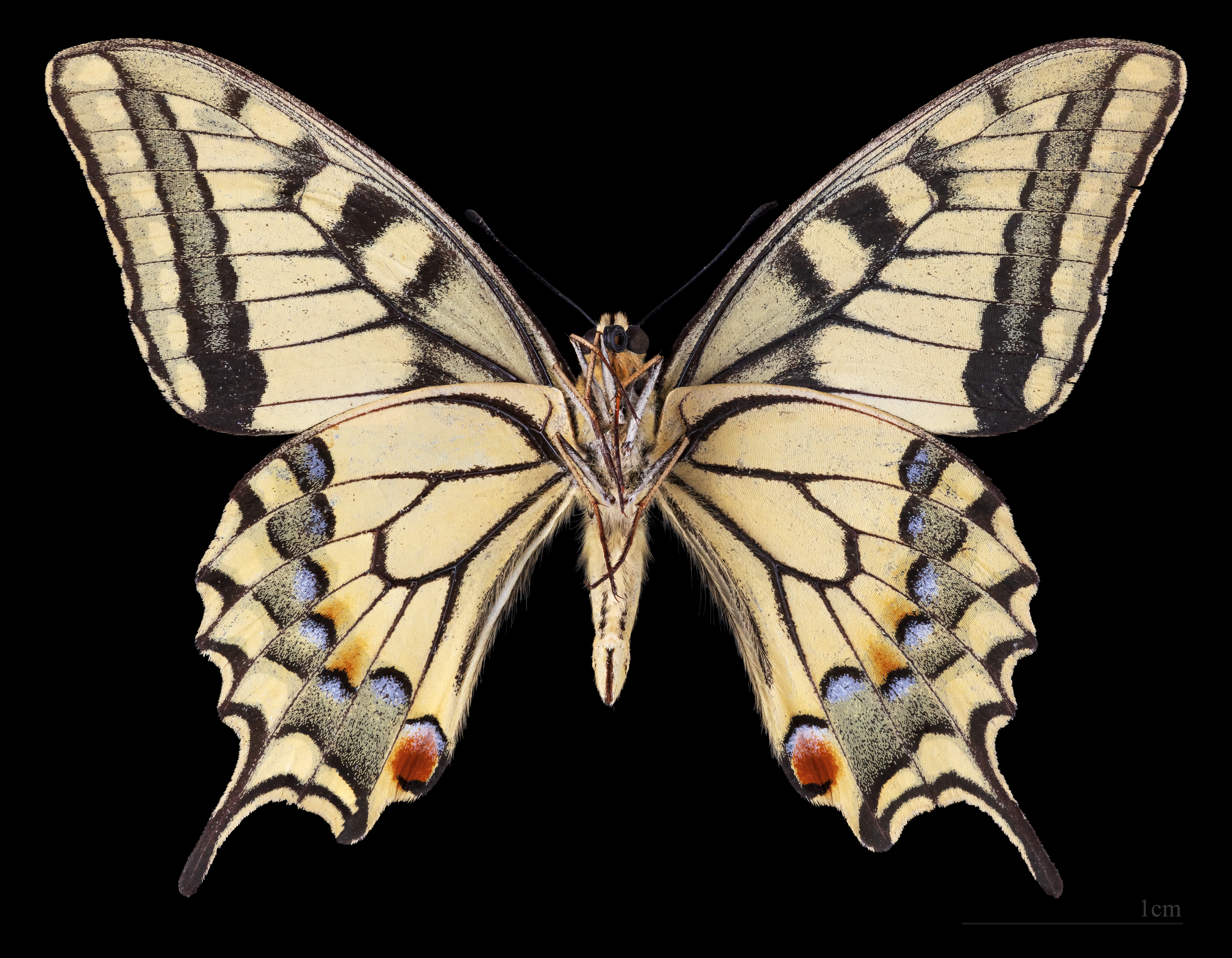
♂ △
♀

## Występowanie
W Polsce występują dwa pokolenia: I w maju, II w sierpniu. Gatunek prawie kosmopolityczny, występuje na większości terytorium Europy i Azji. Zasiedla także północną Afrykę. W Polsce żyje wszędzie, z wyjątkiem wysokich gór. Młoda gąsienica jest czarna z czerwonymi brodawkami i dużą plamą na grzbiecie. Z biegiem czasu staje się zielona, ma czarne pierścienie, na każdym znajduje się sześć pomarańczowych plam.

## Środowisko
Otwarte tereny, od wybrzeży morskich, po góry do wysokości 2000 m. Na wyższych stanowiskach występuje głównie podczas lata. Preferuje wówczas suche i nasłonecznione stoki oraz skałki. Często spotykany w ogrodach w których rosną rośliny z rodziny baldaszkowatych (np. marchew zwyczajna, koper, kminek).

## Tryb życia i odżywianie się imago
Jedno pokolenie na północy Europy rozwija się między czerwcem a sierpniem. Podczas gorącego lata, na południu kontynentu występują z reguły dwie, a w północnej Afryce nawet trzy generacje. Dojrzały motyl żyje kilka tygodni, ginie zwykle po zapłodnieniu i złożeniu jaj. Imago pobiera mało pokarmu, zjada małe ilości nektaru i rosy. Zdarza się, że paź królowej siada na solniskach czy odchodach zwierzęcych, aby pobrać substancje mineralne.

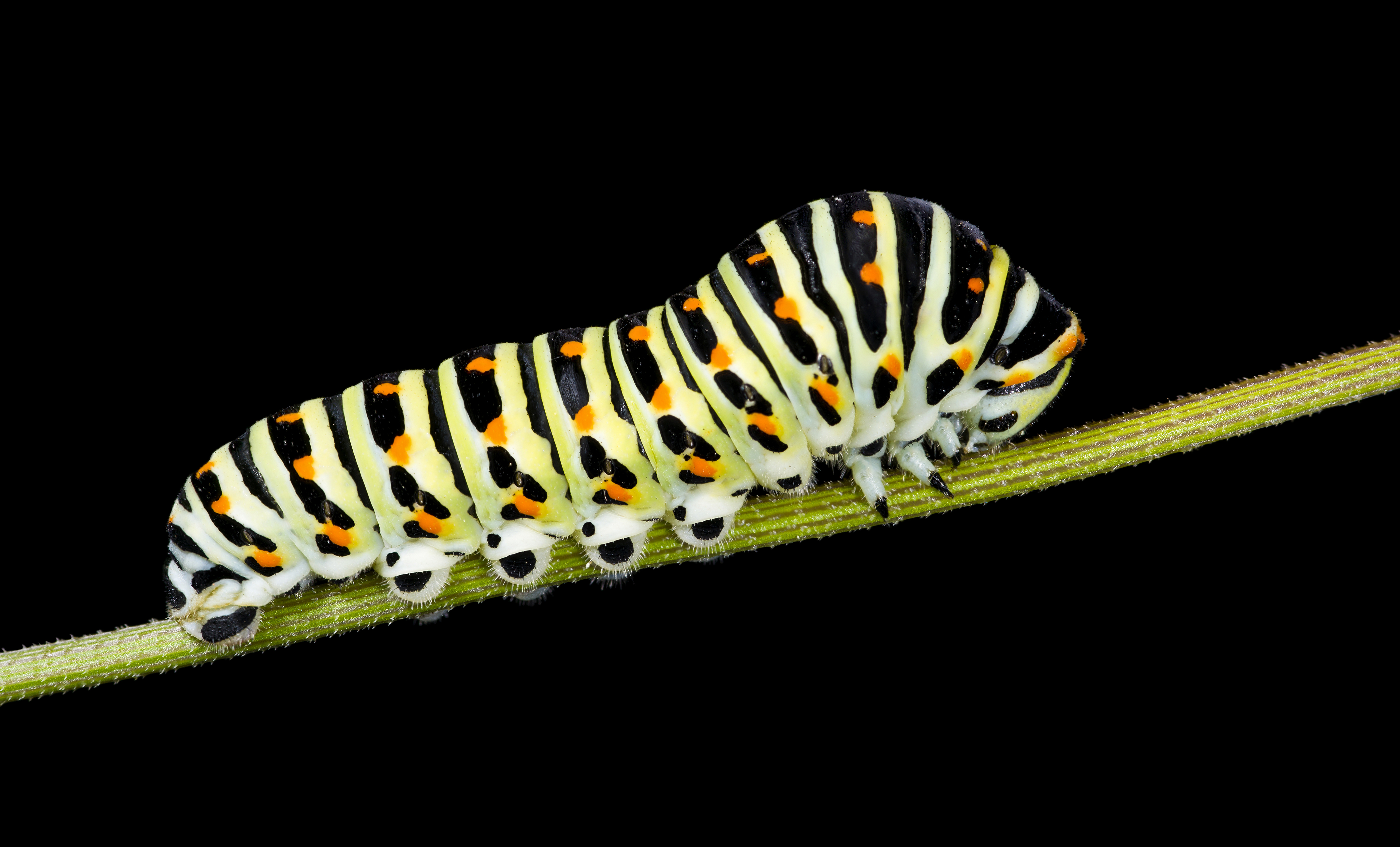
Gąsienica pazia królowej

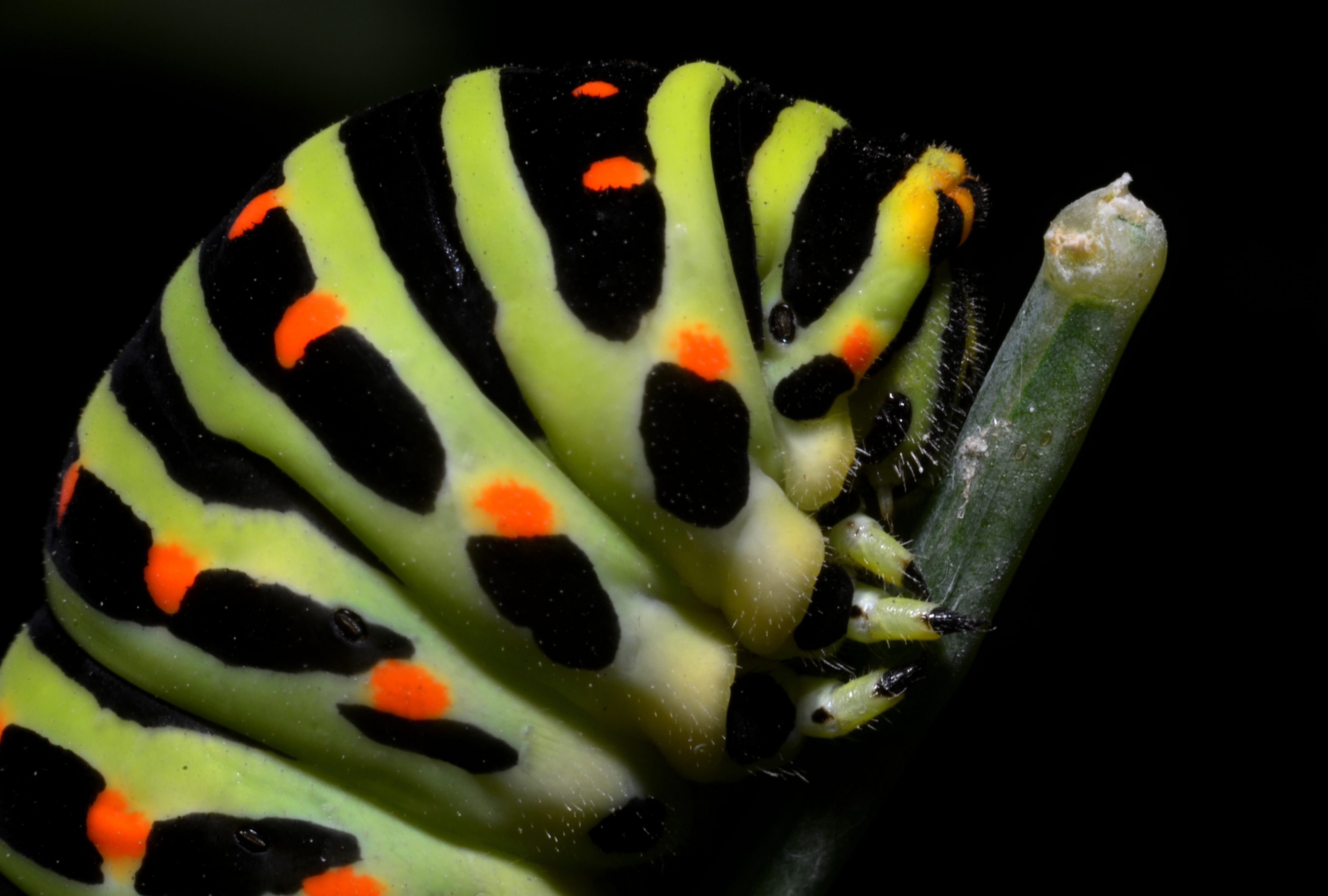
Głowa gąsienicy

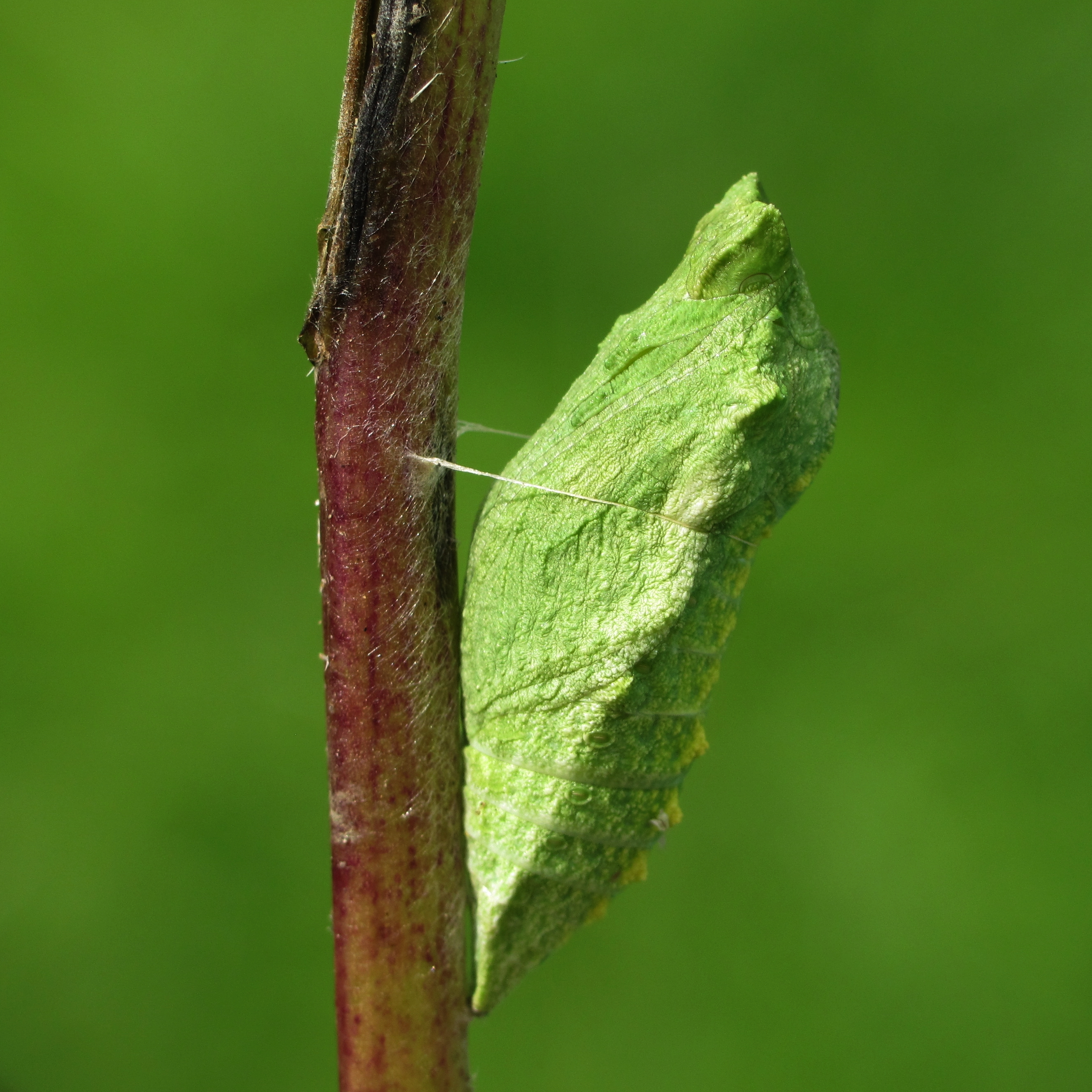
Poczwarka pazia królowej

## Tryb życia i odżywianie się gąsienicy
Dwa pokolenia: od maja do czerwca i od sierpnia do września. Przemiana od gąsienicy do poczwarki trwa 6-7 tygodni, a rozwój poczwarki 2-4 tygodni. Zimuje poczwarka. Gąsienice pazia królowej zjadają liście roślin baldaszkowatych, takich jak dzika i ogrodowa marchew, koper, biedrzeniec, kminek i pietruszka. Żywią się również rutą zwyczajną (Ruta graveolens), dyptamem jesionolistnym (Dictamnus albus), goryszem błotnym (Peucedanum palustre), goryszem sinym (Peucedanum cervaria), goryszem pagórkowatym (Peucedanum oreoselinum), przewiercieniem sierpowatym (Bupleurum falcatum L.), sierpnicą pospolitą (Falcaria vulgaris Bernh.).

## Gęstość zasiedlenia
Był niegdyś bardzo licznym motylem (jego gąsienice żerują na bardzo pospolitych roślinach baldaszkowatych), ale wskutek nowoczesnego rolnictwa i działalności kolekcjonerów, w niektórych miejscach niemal wyginął.

## Filatelistyka
Poczta Polska wyemitowała 14 października 1967 r. znaczek pocztowy przedstawiający pazia królowej o nominale 20 gr, w serii Motyle. Autorem projektu znaczka był Jerzy Desselberger. Znaczek pozostawał w obiegu do 31 grudnia 1994 r.. Kolejny raz paź królowej pojawił się na znaczku w serii Motyle z kolekcji Instytutu Zoologii PAN w Warszawie, wyemitowanej 16 listopada 1991. Autorem projektu znaczka o nominale 1000 zł był Ovidiu Oprescu. Wydrukowano 2.500.000 sztuk. Znaczek pozostawał w obiegu do 15 stycznia 1994.